# Miltonia flavescens
A  Miltonia flavescens  é uma espécie botânica  de orquídeas epífitas provenientes do Brasil, do norte da Argentina e do Paraguai.

## Etimologia
O nome do gênero - Miltonia - foi batizado em homenagem ao inglês, colecionador e jardineiro de orquídeas, Lord Fitzwilliam, visconde de Milton.

## Descrição morfológica
Esta planta tem duas folhas compridas de 30 a 35 cm de comprimento e 2,5 a 3 cm de largura, que nascem de pseudobulbos elípticos compridos e achatados de 5 a 12 cm de comprimento.
A haste floral nasce da base do rizoma e contém de 7 a 10 flores de cor creme com pintinhas marrons.

## Fitoquímica e atividade farmacológica
A espécie se caracteriza pela presença de flavonoides, como a hortensina e a pectolinarina, inclusive em suas flores, o que confere a coloração amarela típica de seus verticilos florais. A hortensina isolada de M. flavescens monstrou atividade contra células de câncer de ovário humano.

## Habitat
Cresce sobre grandes árvores da selva, preferentemente com luz abundante.

## Cultivo
Esta planta é fácil de cultivar com tutores. O substrato deve favorecer a drenagem, porque as raízes necessitam de aeração. É conveniente cultivar em troncos ou cascas de madeira ou sobre galhos. Não se deve permitir que o substrato seque totalmente.